# Tunay Torun
Tunay Torun  (Hamburgo, Alemania, 21 de abril de 1990) es un futbolista turco-alemán que juega de extremo en el Kasımpaşa S. K. de la Superliga de Turquía.
El 6 de enero de 2014 fichó por su anterior club, el Kasımpaşa Spor Kulübü.

## Clubes
| Club                      | País     | Año       |
| ------------------------- | -------- | --------- |
| Hamburgo S. V.            | Alemania | 2008-2011 |
| Hertha Berlín             | Alemania | 2011-2012 |
| VfB Stuttgart             | Alemania | 2012-2013 |
| Kasımpaşa S. K.           | Turquía  | 2014-2017 |
| Estambul Başakşehir F. K. | Turquía  | 2017-2020 |
| Bursaspor (cedido)        | Turquía  | 2018-2019 |
| Çaykur Rizespor           | Turquía  | 2020-2021 |
| Fatih Karagümrük S. K.    | Turquía  | 2021-2022 |
| Kasımpaşa S. K.           | Turquía  | 2022-     |